# Harry Boley
Harry Boley is een Nederlandse ondernemer met een bedrijf in open haarden en beeldhouwer. Hij studeerde Industriële Vormgeving in Eindhoven. In de Nederlandse publieke ruimte zijn een aantal kunstwerken van hem terug te vinden.

## Werken (selectie)

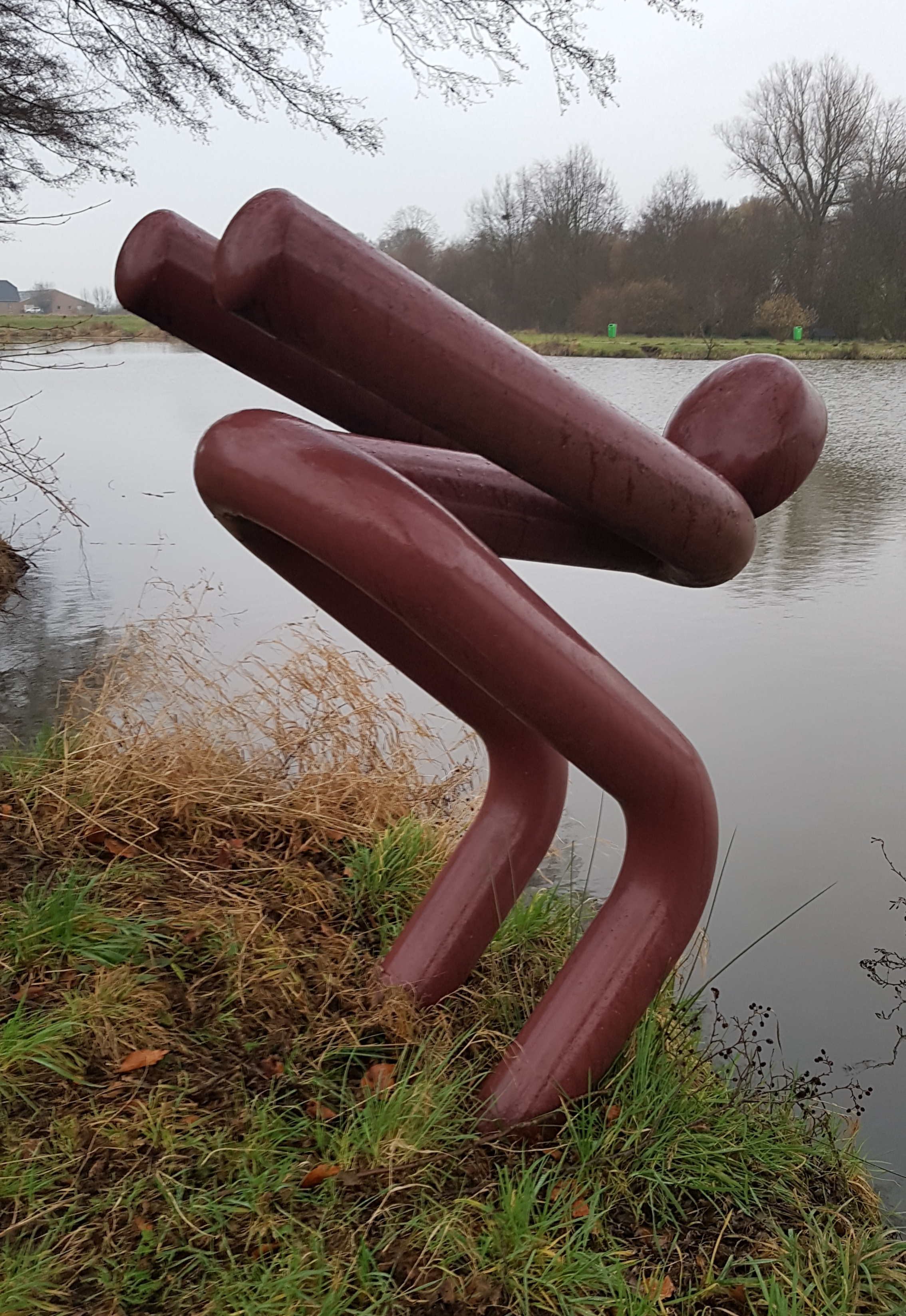
Oss
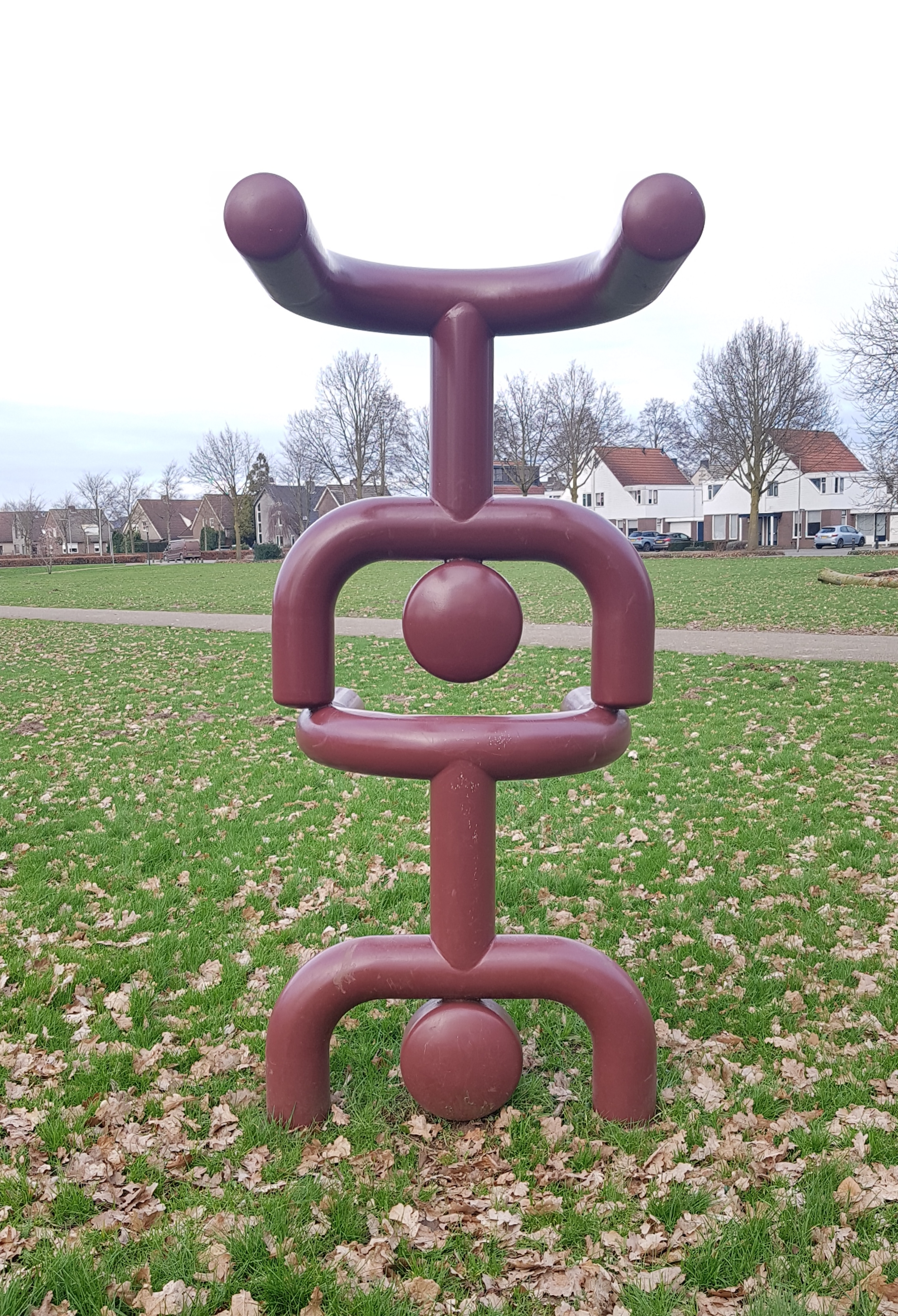
Oss
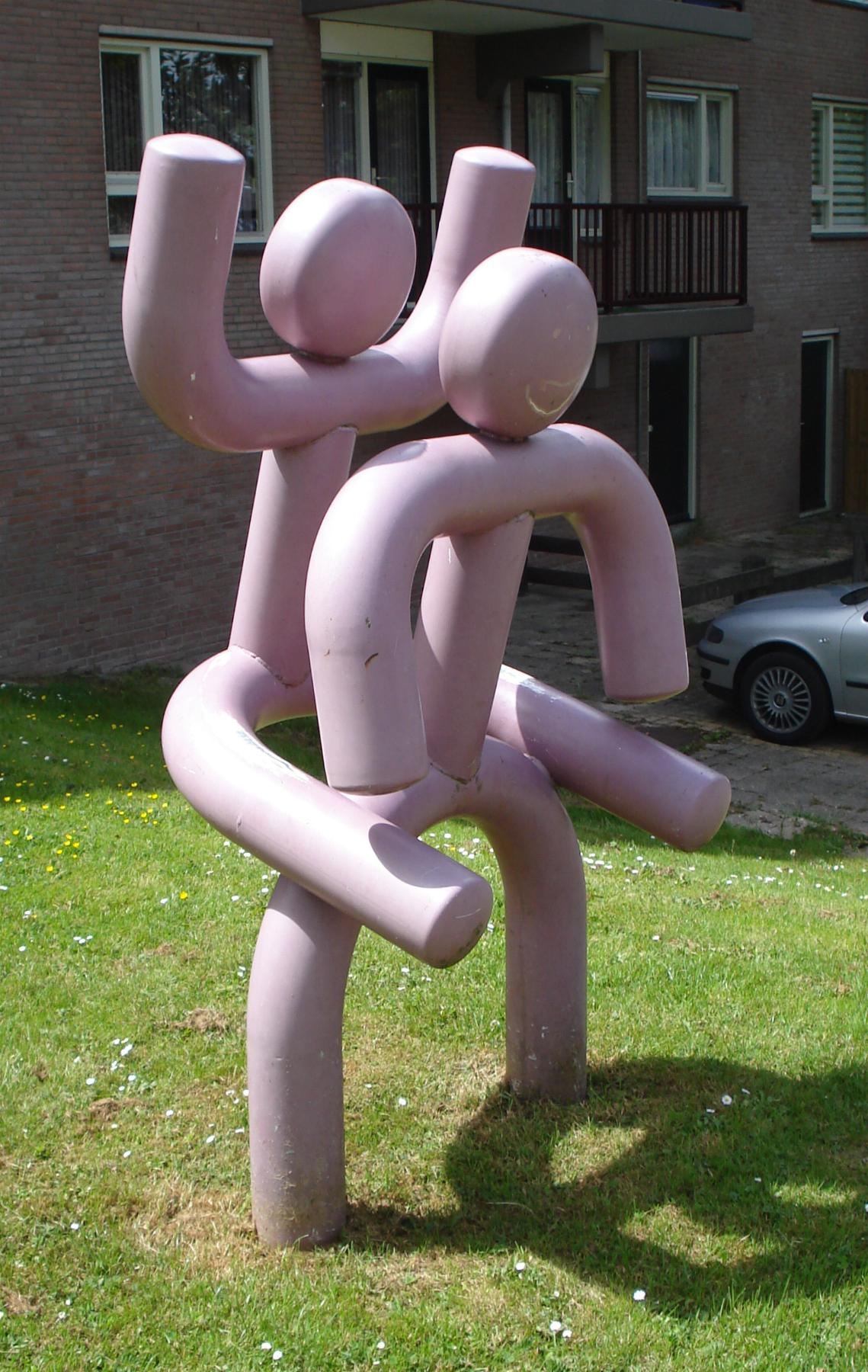
Sliedrecht
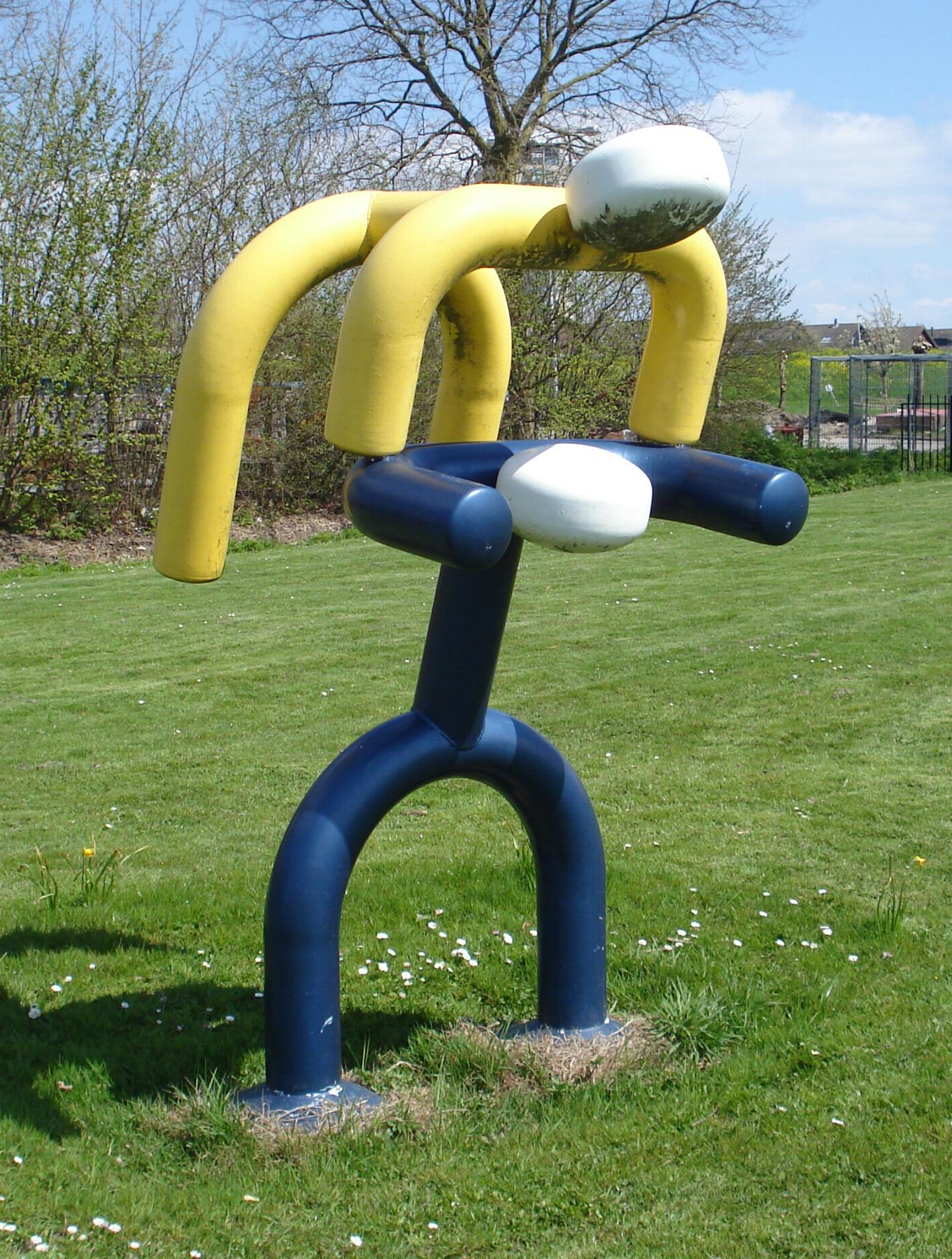
Spijkenisse

- Gezin (1994),  Veghel
- Spelende kinderen   (1989),  Oss
- Duiker (1989),  Oss
- Acrobaten (1989),  Oss
- Spelende kinderen  (1985),  Alblasserdam
- Bokspringende kinderen  (1981),  Vught
- Spelende kinderen,  Alphen aan den Rijn
- Spelende kinderen,  Hendrik-Ido-Ambacht
- Spelende kinderen,  Lelystad
- Spelende kinderen,  Reeuwijk-Brug
- Spelende kinderen,  Sliedrecht
- Twee spelende kinderen,  Spijkenisse

Sculpturen van Harry Boley
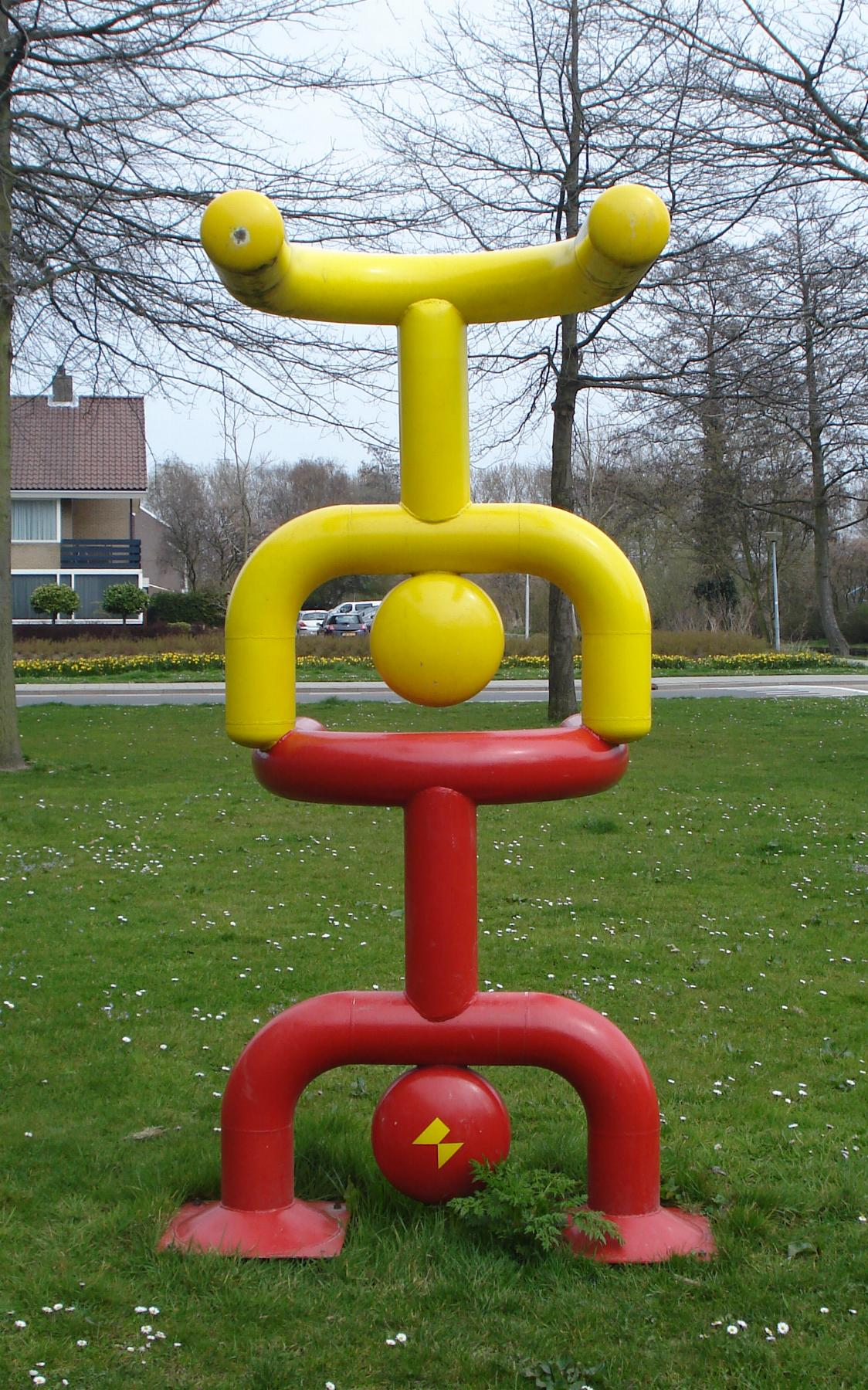
Alblasserdam
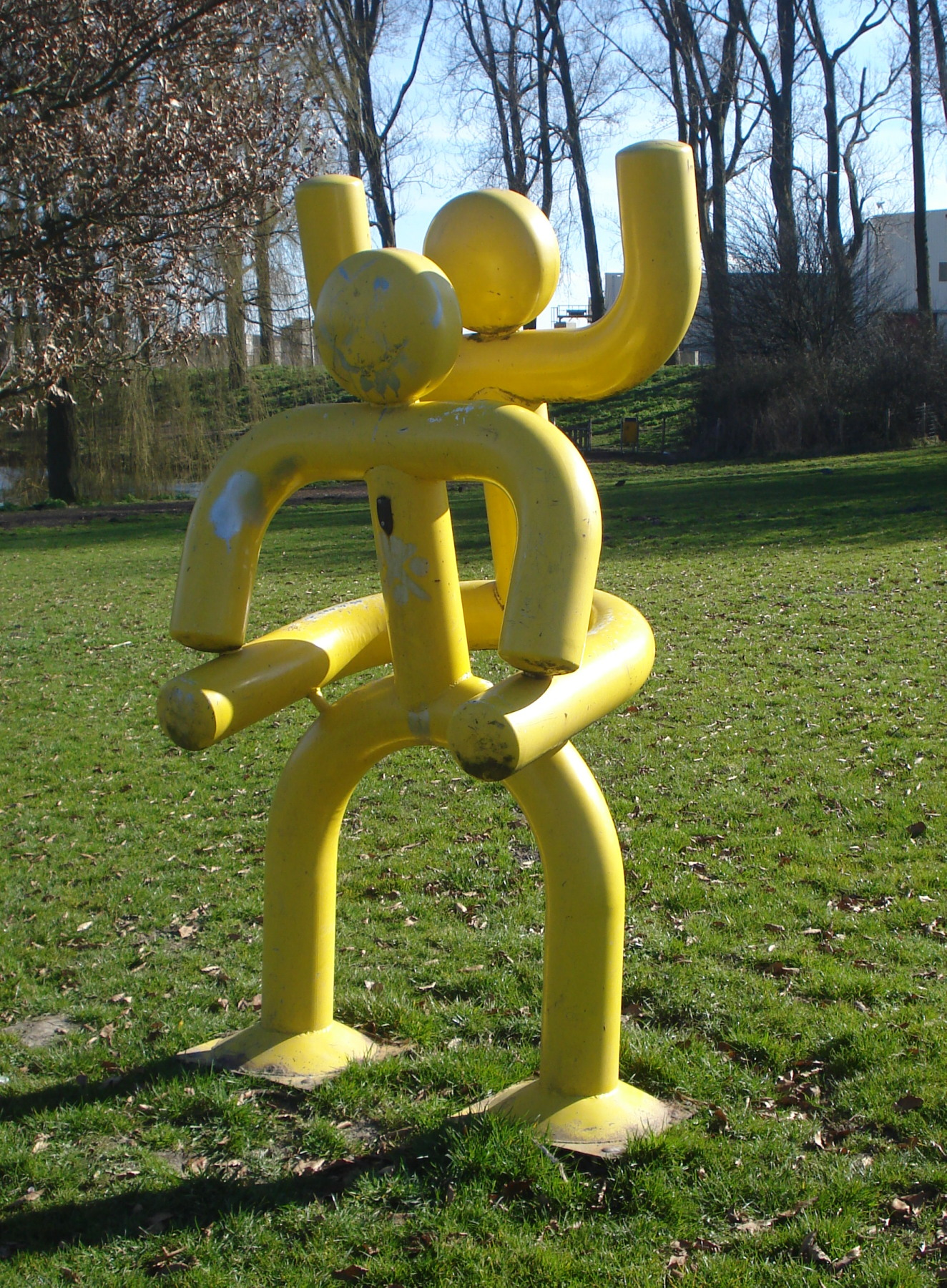
Alphen aan den Rijn
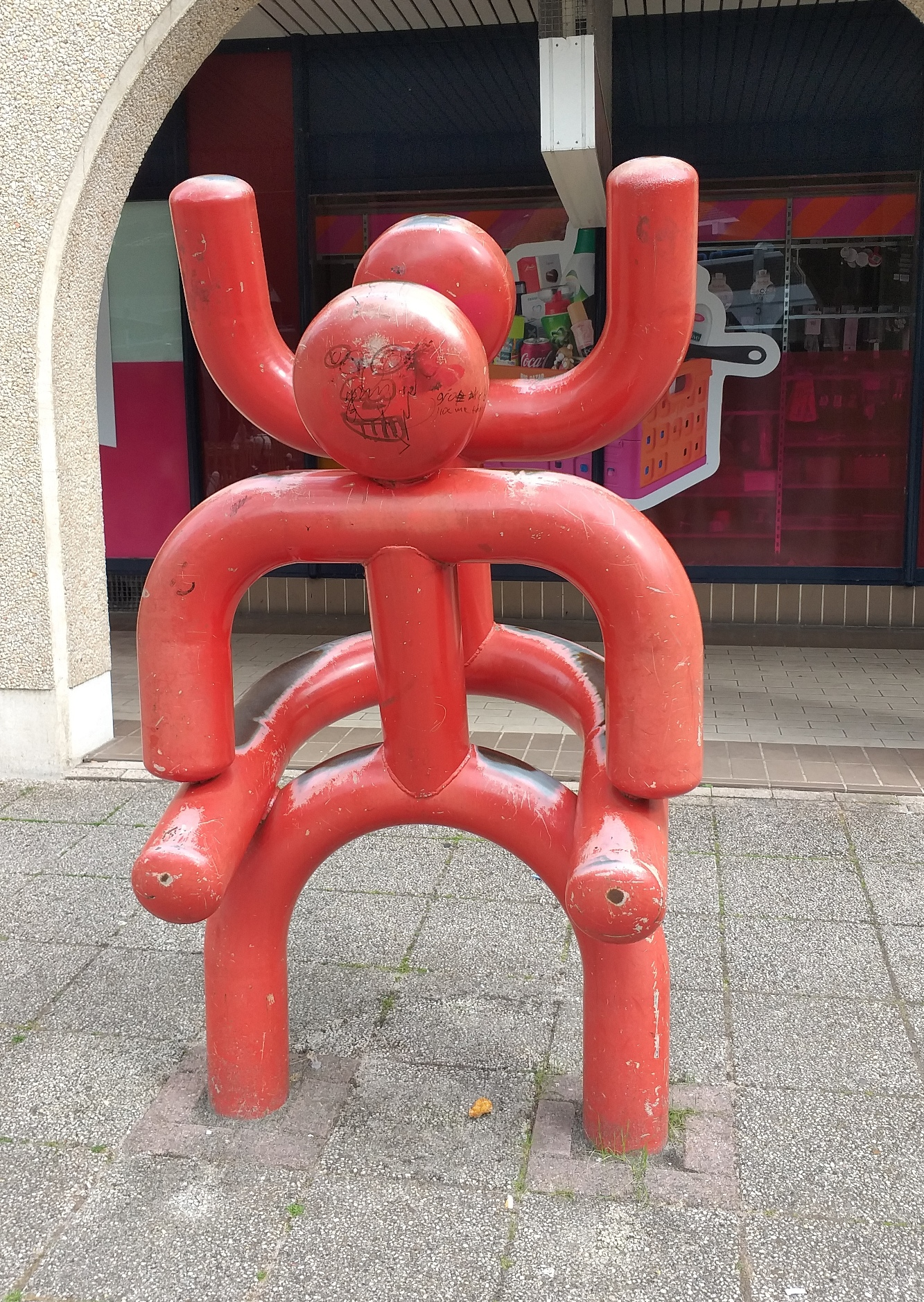
Lelystad
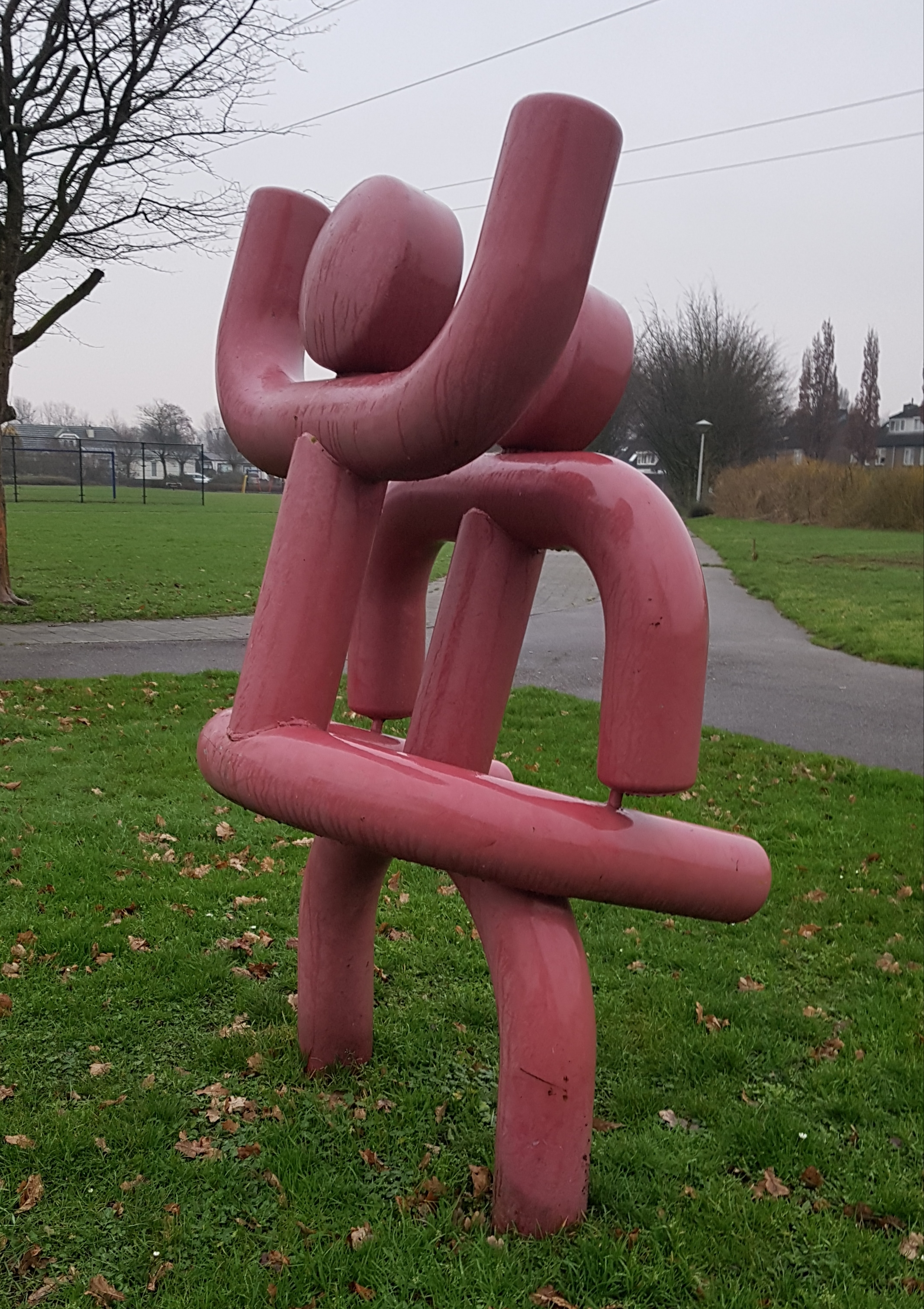
Oss

- Oss
- Oss
- Sliedrecht
- Spijkenisse